# NGC 4259
NGC 4259 ist eine linsenförmige Galaxie vom Hubble-Typ S0 im Sternbild Jungfrau nördlich der Ekliptik. Sie ist schätzungsweise 108 Millionen Lichtjahre von der Milchstraße entfernt und hat einen Durchmesser von etwa 35.000 Lichtjahren. Die Galaxie wird unter der Katalognummer VVC 342 als Teil des Virgo-Galaxienhaufens gelistet.

Gemeinsam mit NGC 4268, NGC 4270, NGC 4273, NGC 4277, NGC 4281 und IC 3153 bildet sie die Galaxiengruppe Holm 368.
Das Objekt wurde am 27. Dezember 1827 von John Herschel entdeckt.